# Раса (эстетика)

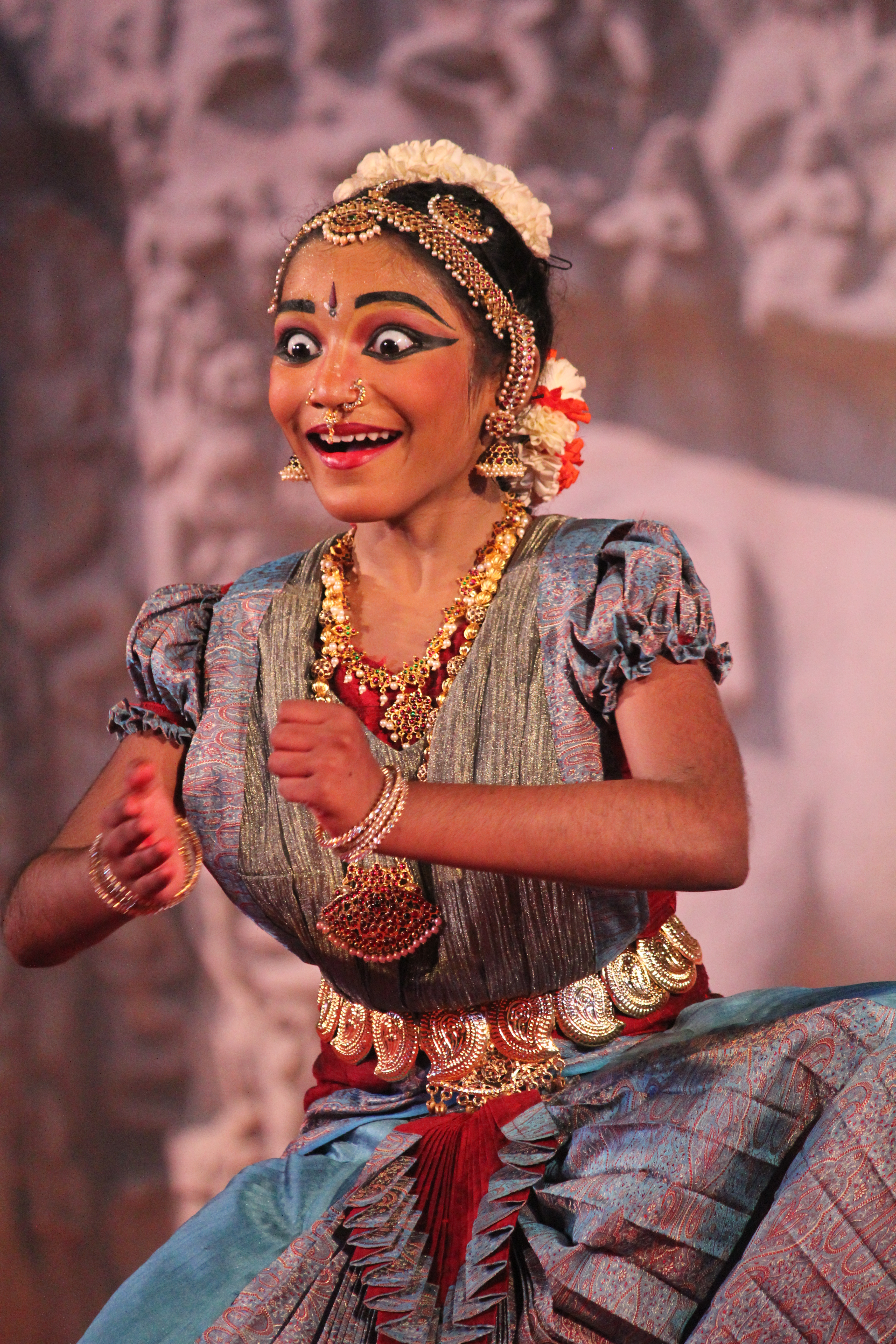
Выражение расы с помощью танца.

Раса (санскр. रस, букв. «вкус») — категория индийской эстетики, чувственное и эмоциональное переживание, которое способен испытать искушенный в поэзии, музыке, театре и прочих искусствах человек. Расу нельзя создать, её можно лишь вызвать, верно сочетая разнообразные бхавы.

## История термина
Слово «раса» появляется в древней ведийской литературе. В «Ригведе» этим словом определялась жидкость, экстракт и аромат. В «Атхарваведе» раса во многих контекстах означает «вкус», а также «сок плода». Согласно профессору драмы Даниелу Мейер-Динкграфу, раса в «Упанишадах» относится к «сущности, самосветящемуся сознанию, квинтэссенции», но также и «вкусу» в некоторых контекстах.

## Раса в «Натья Шастре»
см. Раса (индуизм)
Впервые расы упоминаются в шестой главе древнего санскритского текста «Натья Шастры» (санскр. नाट्यशास्त्र), авторство которого приписывается Бхарате (санскр. भारतमुनि). Согласно теории расы «Натья Шастры», развлечение — это желаемый эффект исполнительского искусства, но не главная цель. Основная цель — переносить человека в другую параллельную реальность, полную удивления и блаженства, где он переживает сущность своего собственного сознания и размышляет о духовно-нравственных вопросах. В «Натья Шастре» упоминаются шесть рас в одном разделе, но в специальном разделе рассказывается о восьми первичных расах:
- наслаждени (санскр. शृंगार, śṛṇgāra)
- смех (санскр. हास्य, hāsya)
- горе, жалость (санскр. करुण, karuṇa)
- гнев (санскр. रोद्र, raudra)
- героизм (санскр. वीर, vīra)
- страх (санскр. भयानक, bhayānaka)
- отвращение (санскр. वीभत्स, vībhatsa)
- удивление (санскр. अद्भुत, adbhuta)

Уоллес Дас переводит раса как «удовольствие от элементарных человеческих эмоций, таких как любовь, жалость, страх, героизм или тайна, которые составляют доминирующую ноту драматической пьесы, эта доминирующая эмоция, которую испытывает аудитория, имеет иное качество, чем то, которое пробуждается в реальной жизни: раса, можно сказать, является изначальной эмоцией, преображенной эстетическим наслаждением» .

## Раса в философии Абхинавагупты
Наиболее полно раскрыл концепцию философ и адепт кашмирского шиваизма Абхинавагупта в драматургии, песнях и других исполнительских искусствах. Абхинавагупта написал комментарий на «Натья шастру» и предложил собственное толкование, во многом подменившее изначальную концепцию трактата. Абхинавагупта добавил к восьми первичным расам ещё одну — расу спокойствия (shantam).